# Highway 61 Revisited
Highway 61 Revisited ("Carretera 61 Revisitada") és el sisè àlbum d'estudi del cantautor estatunidenc Bob Dylan, publicat el 30 d'agost de 1965 sota la discogràfica Columbia Records. Encara que fins llavors havia enregistrat sobretot música acústica, per enregistrar Highway 61 Revisited Dylan contractà un grup de rock and roll al complet amb el guitarrista Michael Bloomfield al capdavant, que l'acompanyarien a totes les pistes excepte la balada d'11 minuts «Desolation Row». Els crítics s'han centrat en la manera innovadora en què Dylan combina la música amb base de blues amb la subtilesa de la poesia per crear cançons que capturaves el caos polític i cultural dels Estats Units coetanis. Michael Gray argumentà que en certa manera els anys 60 "començaren" amb aquest àlbum.
S'obre amb l'exitós senzill «Like a Rolling Stone» i a continuació inclou una sèrie de cançons que Dylan ha fet en directe freqüentment des de llavors, incloent «Ballad of a Thin Man» i «Highway 61 Revisited». El nom de l'àlbum ve de la carretera americana que connectava el seu lloc de naixement, Duluth (Minnesota), amb les ciutats del sud famoses per la seva herència musical, entre d'altres St. Louis, Memphis, Nova Orleans i l'àrea de Mississipi del Delta blues. A Highway 61 Revisited Dylan no només canvia el seu so, sinó també el seu personatge del trobador popular a l'inconformista cínic de carrer. Al llarg de l'àlbum abraça imatges surrealistes, saltant de melodies suaus al blues rock.
Highway 61 Revisited assolí el número 3 a les llistes dels Estats Units i el número 4 a les britàniques. La revista Rolling Stone situà l'àlbum a la quarta posició de la seva llista "500 Greatest Albums of All Time". «Like a Rolling Stone» va ser un èxit a molts països i culminà la primera posició de la llista "500 Greatest Songs of All Time" de la Rolling Stone. Dues cançons d'aquest mateix àlbum, «Desolation Row» i «Highway 61 Revisisted», es col·locaren a les posicions 187 i 373, respectivament, de la mateixa llista.

## Llistat de pistes
A continuació hi figuren les cançons de Highway 61 Revisited.
Totes les cançons foren escrites i compostes per Bob Dylan. 
| 1. | «Like a Rolling Stone»                             | 6:13 |
| 2. | «Tombstone Blues»                                  | 6:00 |
| 3. | «It Takes a Lot to Laugh, It Takes a Train to Cry» | 4:09 |
| 4. | «From a Buick 6»                                   | 3:19 |
| 5. | «Ballad of a Thin Man»                             | 5:58 |

| 6. | «Queen Jane Approximately»    | 5:31  |
| 7. | «Highway 61 Revisited»        | 3:30  |
| 8. | «Just Like Tom Thumb's Blues» | 5:32  |
| 9. | «Desolation Row»              | 11:21 |

## Personal
El personal de Highway 61 Revisited fou:
- Bob Dylan – veu, guitarra, harmònica, piano, sons de cotxe de policia

Músics addicionals
- Mike Bloomfield – guitarra
- Harvey Brooks – baix
- Bobby Gregg – bateria
- Paul Griffin – orgue, piano
- Al Kooper – orgue, piano
- Sam Lay – bateria
- Charlie McCoy – guitarra
- Frank Owens – piano
- Russ Savakus – baix

Productors
- Bob Johnston – producció
- Tom Wilson – producció a «Like a Rolling Stone»